# Juana María de la Vega Martínez
Juana María de la Vega Martínez, född 1805, död 1872, var en spansk hovfunktionär. 
Hon var guvernant för Isabella II av Spanien. 